# فلورف
شهر فلورف (به فرانسوی: Floreffe) در شهرستان نمور  در استان نمور  در منطقه فدرال والوون در کشور بلژیک واقع شده‌است.